# Bathurst (wyspa w Australii)
Bathurst (ang. Bathurst Island) – wyspa na Morzu Timor, leżąca przy północnym wybrzeżu Australii. Administracyjnie należy do Terytorium Północnego. Powierzchnia wyspy to około 2,6 tys. km². Wyspę odkrył w 1644 roku Abel Tasman.